# Unisex-Toilette

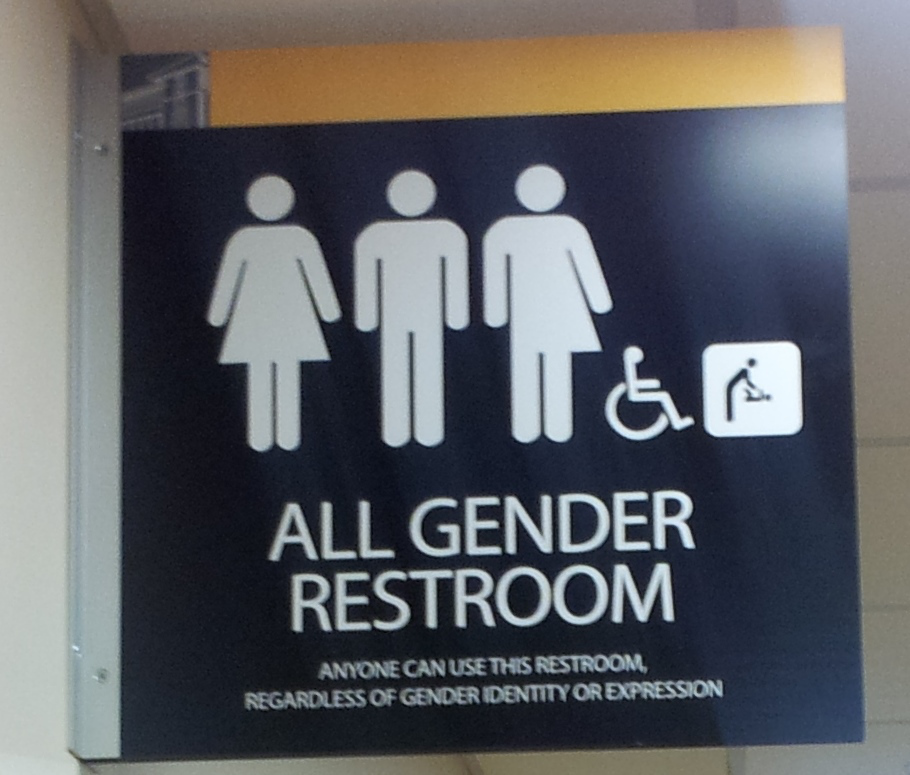
Piktogramm für eine Unisex-Toilette in Saint Paul (Minnesota) Beschriftung: „Jeder kann diese Toilette benutzen, unabhängig von Geschlechtsidentität oder -ausdruck.“

Als Unisex-Toilette wird eine öffentliche Toilette außerhalb privater Räume bezeichnet, die von allen Personen, unabhängig von ihrer geschlechtlichen Zugehörigkeit, genutzt werden kann. Eine Geschlechtertrennung findet hier nicht statt. Unisex leitet sich aus dem lateinischen „unus“, zu Deutsch „eins“, und dem lateinischen „sexus“ für das biologische Geschlecht ab.

## Hintergrund
Eine Geschlechtertrennung bei öffentlichen Toiletten und Bedürfnisanstalten war bis ins 19. Jahrhundert hinein eher unüblich. In der Regel gab es einen Raum für beide Geschlechter. Erst mit der viktorianischen Epoche setzte, von Großbritannien ausgehend, eine Geschlechtertrennung im Toilettenbereich ein. Laut Barbara Penner, Professorin für Architekturgeschichte am University College London, war dies Ausdruck der Geschlechterideologie dieser Ära:

„Prior to the modern industrial period, toilets were frequently communal and mixed. It was only in the nineteenth century, with increasingly strict prohibitions on bodily display and the emergence of a rigid ideology of gender, that visual privacy and the spatial segregation of the sexes were introduced into lavatory design, and they continue to be its dominant features.“

„Vor der industriellen Revolution waren die Toiletten häufig gemeinschaftlich und gemischt. Erst im 19. Jahrhundert, mit immer strenger werdenden Verboten der körperlichen Präsentation und dem Aufkommen einer rigiden Geschlechterideologie, wurden die visuelle Privatsphäre und die räumliche Trennung der Geschlechter in die Toilettengestaltung eingeführt, wo sie nach wie vor dominierend sind.“

Terry Kogan, Professor für Rechtsgeschichte an der University of Utah, beschreibt die Idee der Geschlechtertrennung als Ausdruck eines Konfliktes zwischen viktorianischer Geschlechtermoral und einer sich langsam durchsetzenden modernen Lebensweise. Er argumentiert, dass die moderne Toilettensegregation aus diesem viktorianischen Gender-Modell hervorging. Frauen wurden demnach als schwächer angesehen, und um die soziale Moral zu schützen, wurde die „Ideologie der getrennten Sphären“ etabliert. Diesen Moralvorstellungen aus der viktorianischen Ära des 19. Jahrhunderts entsprechend, zeichneten sich Frauen durch ihre Tugendhaftigkeit und Bescheidenheit aus. Sie wurden allgemein in der Rolle der Hausfrauen, Mütter und Ehefrauen gesehen. In der Folge wurden Männer und Frauen in getrennte Sphären eingeteilt: Erstere besetzten die Öffentlichkeit (z. B. den Arbeitsplatz), während letztere der Privatsphäre (dem Heim) zugeordnet wurden.
Die Industrielle Revolution, gepaart mit dem Aufkommen neuer Technologien und einer boomenden Wirtschaft, begann Frauen aus dem Haus und in den Arbeitsplatz zu locken – als Folge davon begannen Frauen in die Öffentlichkeit zu gelangen, eine Domäne, die zuvor von Männern besetzt war. Dies gab Anlass zur Besorgnis für die viktorianischen Regulatoren – sie hielten die Öffentlichkeit für gefährlich und vertraten die Ansicht, dass Frauen, ihre Moral und ihre Privatsphäre durch den „räuberischen“ Mann auf dem Spiel standen; sie drängten auf getrennte Toilettenanlagen für Frauen, um deren „guten Ruf“ zu schützen. Seit dieser Zeit hat sich eine Geschlechtertrennung in Toiletten in der westlichen Welt etabliert, die aus historisch-traditionellen Gründen bis heute vorherrscht.
Erst seit der Jahrtausendwende setzte aus verschiedenen Gründen ein Trend zur Rückkehr zu Unisex-Toiletten ein.

## Argumente für die Einrichtung von Unisex-Toiletten

### Bessere Nutzung vorhandener Räumlichkeiten
Insbesondere bei eingeschränkten Platzverhältnissen ist die doppelte Auslegung der Sanitäranlagen nicht oder nur eingeschränkt möglich. In vielen öffentlichen Verkehrsmitteln, wie Eisenbahnfahrzeugen oder Flugzeugen, kommen vielfach Unisex-Toiletten zum Einsatz.

### Vermeidung von Ausgrenzung
Für viele Menschen, wie intergeschlechtliche Menschen oder Personen mit einer nonbinären Transgender-Identität, ist es schwierig bis unmöglich, eine geschlechtergetrennte Toilette aufzusuchen, da sie sich weder dem männlichen noch dem weiblichen Geschlecht eindeutig zuordnen. Mitunter sind diese Personengruppen beim Toilettenbesuch sogar Anfeindungen ausgesetzt. Auch für Eltern kleiner Kinder stellt sich ein Dilemma dar, wenn sie ihr kleines (andersgeschlechtliches) Kind auf die Toilette begleiten wollen.

„Butch women are often run out of ‘women’s restrooms,’ gender non-conforming people lack safe space to pee, trans women who do not experience passing privileges on a routine basis are discriminated against.“

„Butch-Frauen werden oft aus Damentoiletten gejagt, geschlechtsneutrale Menschen haben keinen sicheren Platz zum Pinkeln, Trans-Frauen, die nicht das Privileg eines routinierten Passings genießen, werden diskriminiert.“

### Geschlechtergerechtigkeit
In vielen öffentlichen Toiletten sind durch den verbreiteten Einsatz von Urinalen für Männer mehr Möglichkeiten für die Bedürfnisverrichtung vorhanden. Da öffentliche Toiletten zu zirka 90 % zum Zweck des Urinierens aufgesucht werden, kommt es vor Frauentoiletten regelmäßig zu Warteschlangen bei gleichzeitig ungenutzten Toilettenkabinen im Bereich für Männer. Die Trennung nach Geschlechtern und die damit einhergehende Benachteiligung von Frauen wird von Clara Greed, Professorin für inklusive Stadtplanung an der University of the West of England, in Beziehung gesetzt zur Rassentrennung zur Zeit der Jim-Crow-Gesetze in den USA, die aus ähnlichen argumentativen Gründen erfolgte. Bezugnehmend auf den Grundsatz der Rassentrennung: Separate but equal – „getrennt aber gleich“ – kritisierte die farbige Repräsentantin der Demokratischen Partei im Repräsentantenhaus von Texas, Senfronia Thompson, die gegenwärtige Situation:

„White. Colored. I was living through that era … bathrooms divided us then, and it divides us now. America has long recognized that separate but equal is not equal at all.“

„Weiß. Farbig. Ich durchlebte diese Ära... Toiletten trennten uns damals, und sie trennen uns jetzt. Amerika hat seit langem erkannt, dass »getrennt, aber gleich« eben nicht gleich ist.“

Frauen werden jedoch nicht nur dadurch benachteiligt, dass für sie keine Urinale vorgesehen und somit die Möglichkeiten zu Urinieren eingeschränkt sind. Von Befürwortern von Unisex-Toiletten wird auch angeführt, dass auch indirekt über die „Toiletten-Apartheid“  ein Zwei-Klassen-System erzeugt werden würde, indem Frauen von Networking-Prozessen auf Männertoiletten ausgeschlossen werden. Die Feministin und Professorin für Rechtswissenschaften an der University of Chicago, Mary Anne Case, behauptet, dass wichtige Absprachen und Entscheidungen am Urinal getroffen werden, wo Frauen bisher ausgeschlossen sind.

## Argumente gegen die Einrichtung von Unisex-Toiletten
Bei Frauen und Mädchen, die Gewalterfahrungen mit Männern oder Jungen gemacht haben, können gemischtgeschlechtliche Toiletten Ängste auslösen.
Wände und Türen von gemischtgeschlechtlichen Toiletten schließen häufig zum Boden und zur Decke vollständig ab, um zu verhindern, dass die Kabinen von außen eingesehen oder mit einem Mobiltelefon durch die Öffnungen Bilder gemacht werden können. Solche Toiletten können ein Risiko für Menschen mit Epilepsie oder Neigung zum Herzinfarkt oder Schlaganfall darstellen, da bei geschlossener Tür von außen nicht gesehen werden kann, ob jemand verletzt und hilfebedürftig am Boden liegt.
Manche muslimischen, hinduistischen, jüdisch-orthodoxen Frauen dürfen aus religiösen Gründen keine öffentlichen Toiletten mit ihnen unbekannten Männern teilen. Sie können gemischtgeschlechtliche Toiletten nicht benutzen.

### Gesundheitliche Gefährdung von Frauen und Mädchen
Mädchen verspüren insbesondere während der Periode Scham vor der gemeinsamen Toilettenbenutzung mit Männern, insbesondere männlichen Jugendlichen. Dies führt auf Schulen dazu, dass sie auf Urinieren und Trinken verzichten und hierdurch ihre Gesundheit gefährden, warnte eine britische Ärztin.
In zahlreichen Kulturen ist es für Frauen nicht akzeptabel, beim Verrichten ihrer Notdurft gesehen zu werden, weshalb sie dies nur während der Dunkelheit tun können. Dies hat Verzicht auf Trinken und daraus resultierende Gesundheitsschäden sowie Erkrankungen der Harnwege zur Folge. Darauf weist ein Bericht der UNDESA zur Umsetzung der Ziele der Water for Life Decade im Abschnitt Gender and water hin. Die UNDESA warnt hier ausdrücklich auf die Notwendigkeit separater Toiletten für Jungen hin, damit diese nicht die Mädchentoiletten benutzen:

“Moreover, it is important that separate sanitary latrines are constructed for boys, in order to prevent boys from taking over the latrines that are meant for the girls.”

„Darüber hinaus ist es wichtig, dass separate Toiletten für Jungen errichtet werden, damit diese nicht die Toiletten benutzen, die für Mädchen vorgesehen sind.“

### Zunahme von sexueller Belästigung und Gewalt gegen Frauen und Mädchen
Männer, die sexuelle Straftaten begehen oder versteckte Kameras anbringen wollen, haben leichten Zugang zu Unisex-Toiletten.
In Großbritannien ereignen sich nahezu 90 % der in Umkleideräumen vorkommenden Fälle von gegen Frauen gerichteten sexuellen Übergriffen, von Voyeurismus und sexueller Belästigung in Räumlichkeiten, die von beiden Geschlechtern genutzt werden. Dies ergab eine Nachfrage der Times nach dem britischen Freedom of Information Act. Eine andere britische Quelle berichtet, dass 120 von 134 angezeigten Vorfällen von sexueller Belästigung in Umkleidekabinen in geschlechtsneutralen Einrichtungen stattfanden.
Der britische Abgeordnete David Davies warnte vor der Magnetwirkung von Unisex-Toiletten und Umkleideräumen für sexuelle Belästiger und mahnte, bei der Einrichtung von Unisex-Toiletten in Schulen auf die ablehnenden Gefühle von Mädchen Rücksicht zu nehmen.

## Konzepte und Probleme in der Umsetzung
Die Zusammenlegung bisher geschlechtsgetrennter Toiletten bzw. Neuerrichtung von Unisex-Toiletten geht zum einen mitunter mit administrativen und baurechtlichen Schwierigkeiten einher, zum anderen werden teilweise Bedenken aus der Bevölkerung vorgebracht.

### Rechtliche Grundlagen
Das Baurecht in einigen Staaten schreibt eine räumliche Trennung der Toiletten für beide Geschlechter vor, womit Unisex-Toiletten quasi illegal sind. Beispielsweise regelt die in Deutschland gültige Versammlungsstättenverordnung von 2002 in §12(1) "Versammlungsstätten  müssen  getrennte  Toilettenräume  für  Damen  und  Herren  haben."
In den USA nahm Präsident Trump eine von seinem Vorgänger Obama erlassene Richtlinie, wonach Transgender-Personen in öffentlichen Schulen Toiletten ihrer Wahl benutzen dürfen, 2017 zurück. Hierbei wird aber von geschlechtlich getrennten Toiletten ausgegangen.
Aufgrund von Terry Kogans Initiative Stalled! wird der in weiten Teilen der Vereinigten Staaten gültige International Plumbing Code in der Ausgabe von 2021 gemischt genutzte Sanitäranlagen in öffentlichen Einrichtungen erstmals wieder erlauben.
Im Vereinigten Königreich schreiben die 2010 erlassenen Bauvorschriften getrennte Toiletten für Männer und Frauen am Arbeitsplatz vor.

### Integration von Urinalen

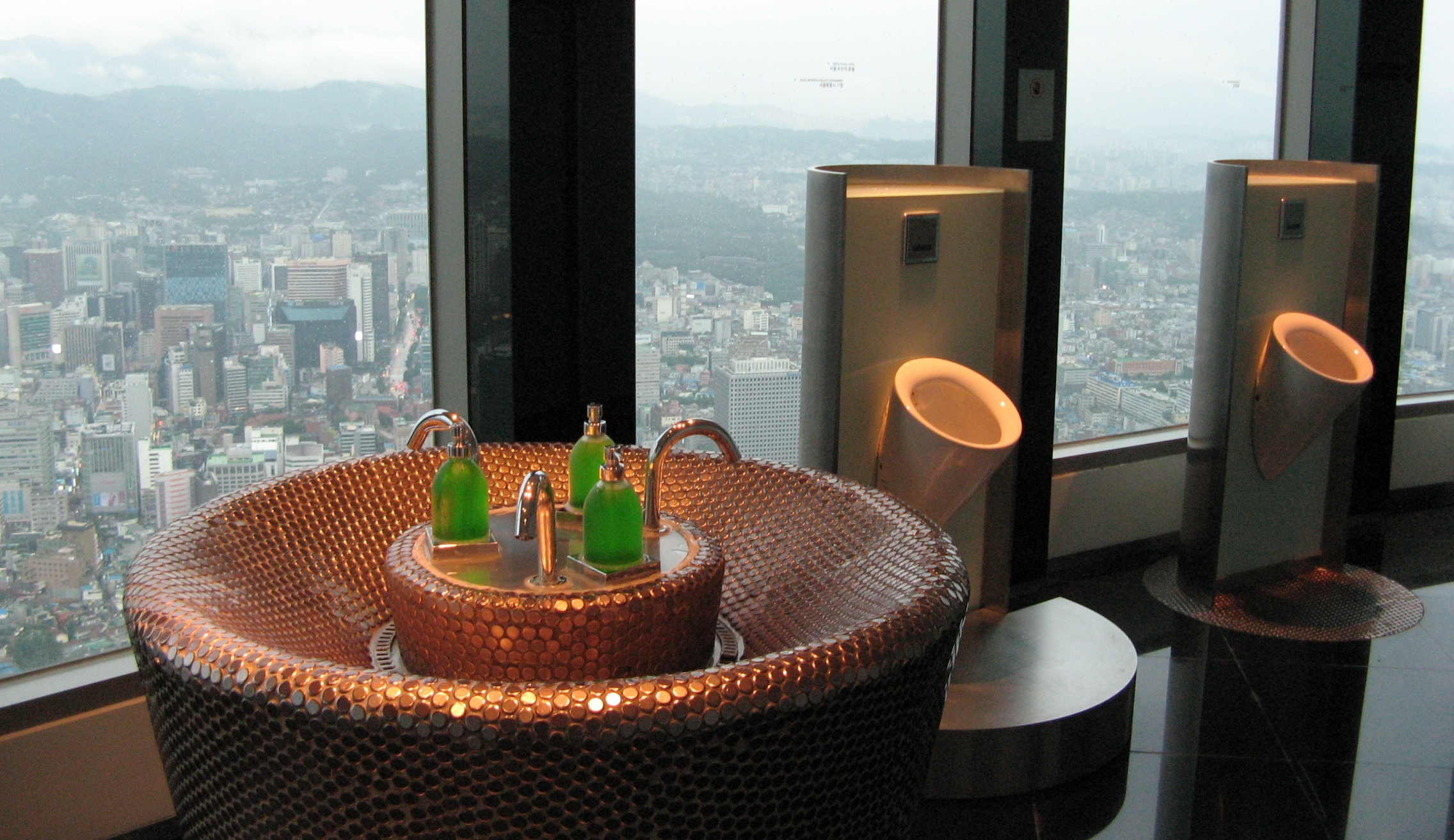
Urinale für Männer (in Herrentoilette)

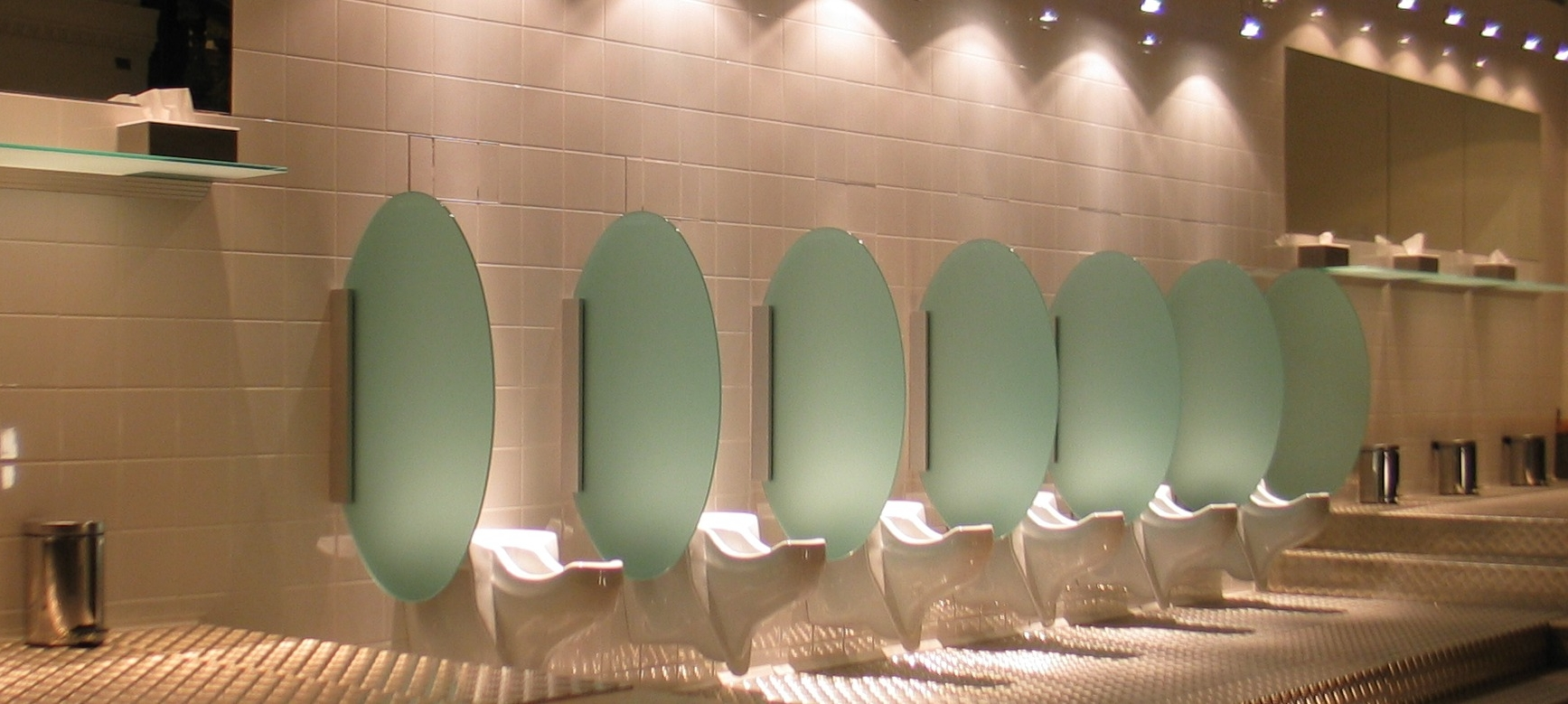
Urinale für Frauen (in Damentoilette)

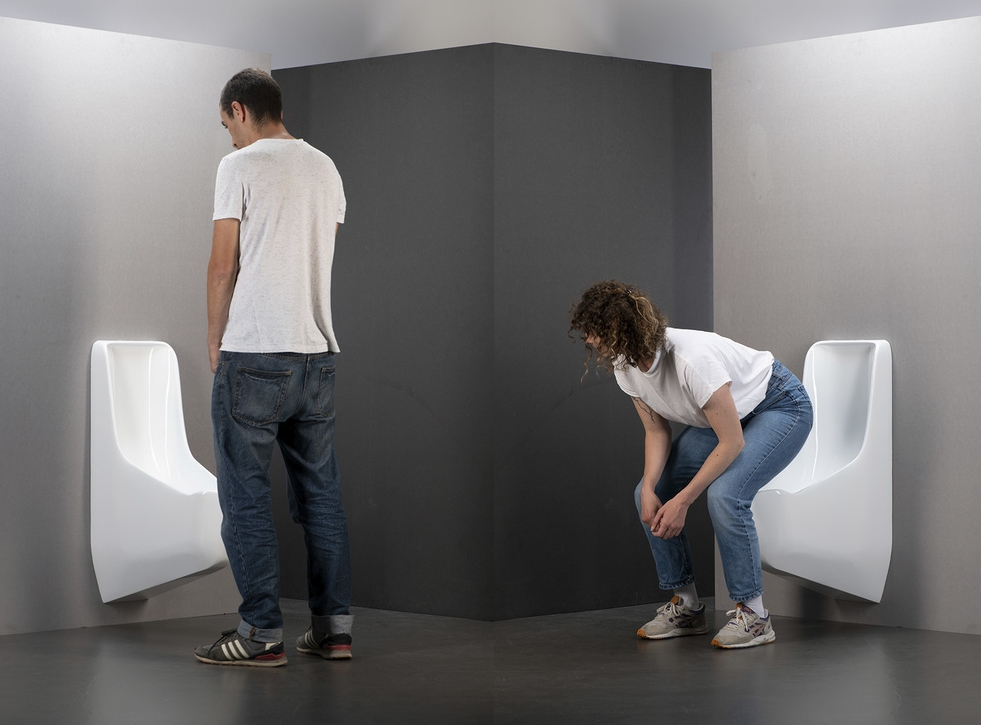
Das an der Fachhochschule Nordwestschweiz entwickelte Unisex-Urinal Urin*all kann von Frauen und Männern gleichermaßen benutzt werden

Bisher werden Urinale oft nur auf Männertoiletten angeboten, obwohl es auch entsprechende Frauenurinale gibt. Dieser Umstand wird unter dem Aspekt der Gleichstellung der Geschlechter zunehmend als ungerecht betrachtet, so dass auch Frauen die Möglichkeit eingeräumt werden soll, Urinale zu benutzen.  Eine Möglichkeit bestände darin, sowohl Männer- als auch Frauenurinale anzubieten. Mittlerweile werden jedoch auch Modelle angeboten, die von Männern und Frauen gleichermaßen benutzt werden können, was eine erhöhte Flexibilität der Nutzung ermöglicht. Bettina Möllring, Professorin für Design an der Muthesius Kunsthochschule in Kiel und Expertin für die Gestaltung öffentlicher Toiletten, sieht die Bereitstellung von Frauen- bzw. Unisex-Urinalen als wesentlichen Weg zur Geschlechtergerechtigkeit („Potty Parity“) im Sanitärbereich.
Eine Zusammenlegung der Toiletten wirft die Frage auf, wie Urinale für beide Geschlechter im Raum anzuordnen sind. Während Toiletten üblicherweise in Kabinen mit abschließbaren Türen untergebracht sind, werden in geschlechtsgetrennten Toilettenräumen Urinale in der Regel frei im Raum in Reihenanordnung installiert. Diese Bauweise führt zu einem geringeren Platzverbrauch und somit zu mehr Möglichkeiten zum Urinieren, neben hygienischen und wirtschaftlichen Gründen ein Hauptvorteil der Urinale. Eine Möglichkeit bestände darin, Urinale weiterhin in Reihenanordnung anzubieten. Diese könnten, ob getrennt in Männer- und Frauenurinale oder als Unisex-Urinale, durch sogenannte Schamwände getrennt sein. Fraglich ist jedoch, ob die, gegenüber herkömmlichen Toiletten, geringere Privatsphäre auf Akzeptanz stoßen würde. Aufgrund soziokultureller Konventionen erscheint die offene, gemeinschaftliche Nutzung von Urinalen durch Männer und Frauen gegenwärtig für viele Nutzer und Nutzerinnen ungewöhnlich. Eine Alternative würde darin bestehen, Urinale für beide Geschlechter zukünftig in Kabinen unterzubringen oder weiterhin nur für Männer anzubieten. Damit wären jedoch die oben genannten Vorteile der Urinale zumindest eingeschränkt. Der Jurist, Autor und Moderator Marcus Werner sieht entsprechend einen wesentlichen Nachteil in Unisex-Toiletten, wenn diese zu einer Abschaffung der Urinale in klassischer Reihenanordnung führen würden:

„Deshalb wäre es sehr, sehr traurig, wenn der Unisex-Klo-Trend am Ende dazu führt, dass Männer in der Schlange stehen müssen, weil jedes Urinal in einer Kabine untergebracht wäre, was die Anzahl der Becken dramatisch verringern würde. Das wäre in Summe über alle Gender gerechnet Zeitverschwendung. Männer verlieren Zeit, ohne dass Frauen welche gewinnen [...] Dort kann es ja gerne Unisex-Urinale geben. Aber bitte außerdem noch die ergonomisch in Reihe montierbaren (Männer-)Pissoire. Das entlastet alle.“

In Kabinen angeordnete Urinale konnten sich in bisherigen Konzepten oftmals nicht durchsetzen, die Vorteile gegenüber herkömmlichen Toiletten waren aufgrund des gleichbleibenden Platzbedarfs nicht ersichtlich. Nach 13 Jahren wurden im August 2015 mangels Interesses die vier Damen-Urinale im Salzburger Kongresshaus entfernt. Sie wurden wieder durch herkömmliche Sitzklosetts ersetzt.
In den 2017 für Austin (Texas) geplanten Unisex-Toiletten sollen die Urinale in einem vom Eingangsbereich durch eine Tür abgetrennten Bereich befinden. Diese werden als Unisex-Urinale ausgelegt und sind innerhalb dieses Bereichs offen in Reihe angeordnet. Damit würden (sofern nicht eine, weiterhin vorhandene, Toilettenkabine aufgesucht wird) Männer und Frauen gemeinsam nebeneinander frei im Raum befindliche Urinale benutzen. Dem planführenden Architekten Richard Weiss zufolge würde somit eine größtmögliche Wahlfreiheit für alle Geschlechter geschaffen:

„Das ultimative Ziel ist, dass jeder in der Lage sein sollte, das zu tun, was er tun möchte, wo er es tun will.“

### Moral, Konvention und Bedrohung
Unisex-Toiletten werden u. a. von Konservativen abgelehnt. Die gemeinsame Nutzung der Toiletten gilt als unangenehm, gegen die Gewohnheiten gerichtet oder sogar als unsittlich. Dabei spielen Aspekte der kulturellen Identität, Aspekte der sexuellen Identität, individuelle Schutzbedürfnisse (besonders von Frauen), schlichtes Unverständnis, das Beharren auf Gewohnheiten und ein teils abgelehnter Wertewandel in die Kontroverse hinein. Es wird vor eventuellen Belästigungen oder Gefährdungen gewarnt: Gewalt und sexuelle Übergriffe würden zunehmen. Ein in seltenen Fällen angeführtes Szenario ist die Anschuldigung, dass Transvestiten schon heute auf Toiletten Kinder missbrauchen würden.

„I think they could be a recipe for disaster – a teenage pregnancy here, a sexual assault there, lots of discomfort and embarrassment for both sexes, a urine-soaked mess of raging hormones, sexual bullying and teenage tears.“

„Ich denke, dass sie ein Rezept für eine Katastrophe sein könnten – eine Teenagerschwangerschaft hier, ein sexueller Übergriff dort, viel Unbehagen und Verlegenheit für beide Geschlechter, ein uringetränktes Durcheinander von wütenden Hormonen, sexuelles Mobbing und Teenagertränen.“

Von christlich-konservativer Seite in den USA wird die Einführung von Unisex-Toiletten mit der Abschaffung der Bibellektüre in staatlichen Schulen verglichen. Zum Teil kam es zu Eskalationen zwischen Benutzern und Gegnern von Unisex-Toiletten: in Los Angeles kam es 2016 zu gewalttätigen Auseinandersetzungen zwischen Befürwortern und Gegnern.
Auch in Deutschland finden sich die unterschiedlichsten Begründungen für die Ablehnung von Unisex-Toiletten. Oft wird die Vermeidung unnötiger Umbaukosten angeführt oder der Umstand, dass eine Mehrzahl von Benutzern getrennte Toiletten bevorzugt, abhängig vom jeweiligen sozialen Umfeld bzw. der jeweiligen Nutzerstruktur. In universitären Umfeldern scheinen die Nutzungsvorlieben aufgeschlossener zu sein, oft wird auch ein "Drittel-Mix" vorgeschlagen, besonders in größeren Gebäuden, mit einem Nebeneinander von getrennten Toiletten und Unisex-Toiletten, um auf diese Weise den Interessen aller Benutzer und Benutzerinnen gerecht zu werden. Ähnlich wie in den USA gibt es auch in Deutschland überzogene bzw. politischen Zwecken dienende Gegenargumentationen, z. B. von Seiten der Alternative für Deutschland (AfD).
Mit dem Verweis auf die Rechte von Frauen auf Privatsphäre, Würde und Sicherheit wenden sich Feministinnen gegen Unisex-Toiletten:

„Unter dem Deckmantel von Diversity und Inklusion werden so die Rechte von Frauen auf Privatsphäre, Würde und Sicherheit verletzt.“

## Gegenwärtige Verbreitung

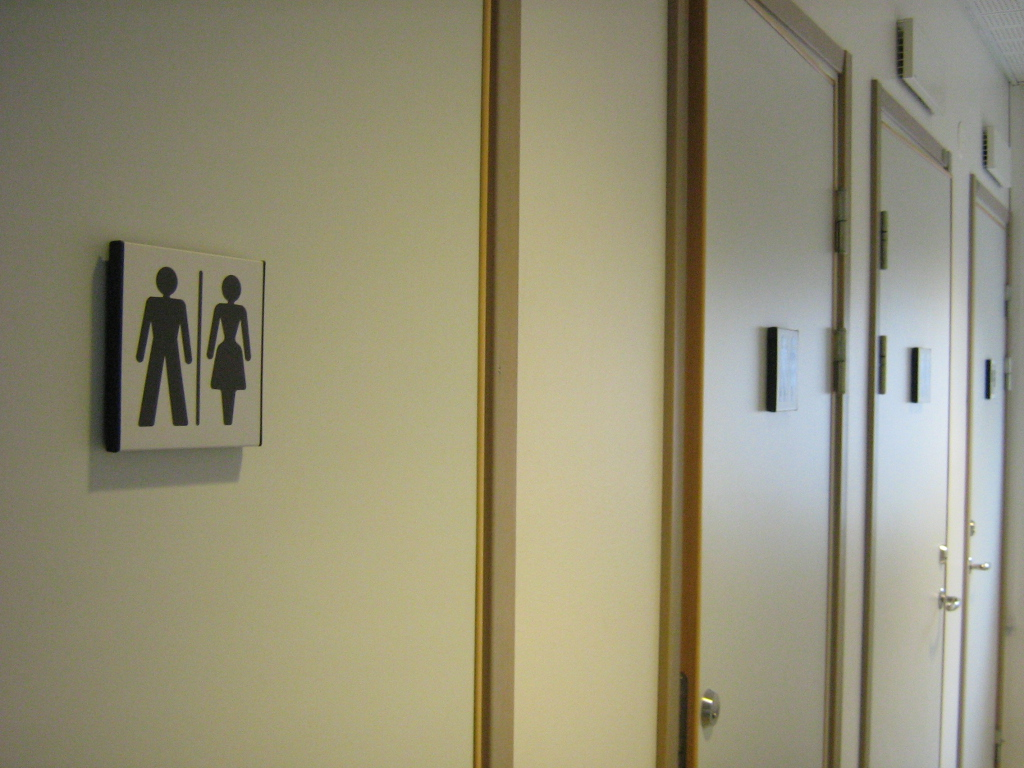
Unisex-Toiletten an der Universität Göteborg

In Eisenbahnen oder Flugzeugen waren Unisex-Toiletten seit jeher allgemein üblich. Versuche geschlechtsgetrennte Toiletten anzubieten, haben sich hier nicht durchgesetzt.
Verbreitung finden Unisex-Toiletten heute vor allem an Orten, die von jüngeren Menschen frequentiert werden, wie Nachtclubs und Universitäten. In der Clubszene berühmte Locations wie z. B. das Berghain und das Cookies „warben“ bereits kurz nach der Jahrtausendwende damit für das neue, ungezwungene Lebensgefühl der Techno-Generation. Auch an der Humboldt-Universität zu Berlin forderten die Studenten im Jahr 2009, Unisextoiletten als Plädoyer für die Gleichstellung von Mann und Frau einzuführen, stießen dabei aber auf heftige Kritik.
Ende Oktober 2015 führte der AStA der Universität Kassel für eine Woche mit Zustimmung der Hochschulleitung sogenannte „All Gender Welcome-Toiletten“ ein. In diesem Feldversuch wurden die WC-Beschriftungen von „Männer“ und „Frauen“ in „Sitz- und Stehklos“ geändert. An der FH Campus Wien gibt es zahlreiche "WCs für alle", die laut Beschriftung allen Menschen unabhängig von deren Geschlechteridentität offenstehen.  Laut dem Stonewall Center der University of Massachusetts gibt es über 150 Hochschulcampus in den USA, die geschlechterneutrale Toiletten betreiben. Im März 2016 führte in New York City die Cooper Union Unisex-Toiletten ein. Im Oktober 2016 wandelte die University of California, Berkeley mehrere Toiletten in geschlechtsneutrale Toiletten um.
Sowohl in Austin (Texas) als auch in Berlin soll es in Zukunft Unisex-Toiletten mit Unisex-Urinalen geben, die von Männern und Frauen genutzt werden können.

## Erwähnung in Medien
In der US-Dramedy-Serie Ally McBeal spielt die Unisex-Toilette in der Kanzlei Cage & Fish eine zentrale Rolle. Auch in der Serie deutschen Dailysoap Gute Zeiten, schlechte Zeiten spielt eine Unisex-Toilette im Club Mauerwerk eine Rolle.